# Philippe Labbé
Ne pas confondre avec Philippe Labbe, éditeur du 17e siècle.
Philippe Labbé, né à Troyes en 1961, est un chef cuisinier français, chef notamment de la Chèvre d'Or à Èze (2 étoiles Michelin), des restaurants du Shangri-La (2011-2014) et de la Tour d'Argent (2016-2019) à Paris.

## Biographie
Philippe Labbé naît à Troyes en 1961. Son père est représentant en charcuterie et ses parents l'emmènent manger à des tables étoilées dès son enfance. Philippe Labbé suit l’École Hôtelière de Strasbourg.
En sortant de l'école, il débute en tant que commis dans la maison Hosten, où un dîner l'avait marqué avant ses études. En 1981, il est commis de Bernard Loiseau, puis travaille quelques années avec Jean-Michel Lorain. Après une expérience à l’Auberge des Templiers, puis son service militaire, Philippe Labbé travaille le reste des années quatre-vingt et quatre-vingt-dix dans des restaurants étoilés : avec Gérard Boyer (Château Les Crayères), Roger Vergé (Moulin de Mougins), Christian Willer (Hôtel Martinez à Cannes), Francis Chauveau (Hôtel Carlton). De 1996 à 2001, Philippe Labbé est chef adjoint du Plaza Athénée à Paris où il seconde Éric Briffard.
En 2001, Philippe Labbé est chef pour la première fois au Château de Bagnols, dans le Beaujolais, où il obtient une étoile Michelin. En 2003, il est recruté au Château de la Chèvre d’Or à Èze, où il conserve les deux étoiles du restaurant et obtient la note de 19/20 au Gault&Millau.
En 2009, Philippe Labbé rejoint le groupe Shangri-La et prend la tête des trois restaurants du Shangri-La à Paris qui ouvrent en 2011. En 2012, il parvient à décrocher deux étoiles Michelin pour le restaurant gastronomique l'Abeille ainsi qu'une étoile pour le restaurant cantonnais Le Shang Palace.
En 2013, il est nommé « cuisinier de l'année » par le Gault et Millau
En septembre 2014, il quitte le Shangri-La et pour reprendre les cuisines de L’Arnsbourg à Baerenthal, après le départ du chef triplement étoilé Jean-Georges Klein, mais y reste moins d'un an, ne recueillant qu'une étoile.
En 2016, il prend la tête des cuisines de la Tour d'Argent à Paris, dans l'espoir de lui redonner une deuxième étoile, perdue depuis 2006.
En 2019, il part à Taïwan où il forme et dirige une équipe de cuisiniers asiatiques